# Horst (jméno)
Horst je mužské křestní jméno používané většinou v německy mluvících zemích. Jméno je starohornoněmeckého původu a znamená „muž z lesa“ „bosk“ nebo „křoví“. V moderní němčině je „Horst“ také překladem anglického aerie, hnízdo ORLA, ale není omezeno pouze na Orla.

## Domácké podoby
Horstek, Horstík, Horek

## Nositelé jména Horst
- Horst Adler (* 1941) – rakouský historik
- Horst Bienek (1930–1990) – německý prozaik, lyrik a esejista
- Horst Blankenburg (* 1947) – bývalý německý fotbalista
- Horst Blume (* 1920) – německý spisovatel
- Horst Böhme (1909–1945?, úředně prohlášen za mrtvého v roce 1954) – německý SS-Oberführer
- Horst Buchholz (1933–2003) – německý herec
- Horst Eckel (1932–2021) – německý fotbalista
- Horst Faas (1933–2012) – německý fotoreportér a dvojnásobný držitel Pulitzerovy ceny
- Horst Fuhrmann (1926–2011) – německý historik
- Horst Fuchs (1946–2023) – německý teleshoppingový prodavač
- Horst Grund (1915–2001) – německý fotograf a kameraman
- Horst P. Horst (1906–1999) – německo-americký módní fotograf
- Horst-Dieter Höttges (1943–2023) – bývalý německý fotbalista
- Horst Hrubesch (* 1951) – německý trenér a bývalý fotbalista
- Horst Köhler (* 1943) – německý politik, 9. prezident Spolkové republiky Německo
- Horst Köppel (* 1948) – bývalý německý fotbalista
- Horst Mahlel (* 1936) – německý právník a politický aktivista
- Horst Mahseli (1934-1999) - polský fotbalista
- Horst Naudé (1895–1983) – německý právník
- Horst Nemec (1939–1984) – rakouský fotbalista
- Horst Rippert (1922–2013) – nacistický pilot Luftwaffe za 2. světové války, později novinář a sportovní reportér ZDF
- Horst Sachs (1927–2016) – německý matematik
- Horst Seehofer (* 1949) – německý politik
- Horst Schinzel (* 1955) – německý evangelický teolog, historik a psychiatr-gerontolog
- Horst Siegl (* 1969) – bývalý český fotbalista a fotbalový reprezentant
- Horst Stottmeister (* 1948) – bývalý východoněmecký zápasník
- Horst Ludwig Störmer (* 1949) – německý fyzik, nositel Nobelovy ceny za fyziku za rok 1998
- Horst Szymaniak (1934–2009) – německý fotbalista
- Horst Urban (1936–2010) – československý reprezentant v jízdě na saních
- Horst Rudolf Übelacker (* 1936) – německý novinář
- Horst Valášek (* 1941) – bývalý český hokejový brankář
- Horst Weigang (* 1943) – bývalý východoněmecký fotbalista
- Horst Wessel (1907–1930) – nacista a příslušník SA
- Horst Wolter (* 1942) - německý fotbalový brankář
- Horst Wruck (1946–2022) – východoněmecký fotbalista

fiktivní
- Horst Herzbeger – fiktivní postava policisty z německého seriálu Kobra 11, ztvárnil ho Dietmar Huhn
- Horst Schimanski – fiktivní postava komisaře z německého seriálu Místo činu, ztvárnil ho Götz George